# Purpurkehl-Sonnennymphe
Die Purpurkehl-Sonnennymphe (Heliangelus viola) oder manchmal auch Violettkehlnymphe bzw. Violettkehl-Sonnennymphe ist eine Vogelart aus der Familie der Kolibris (Trochilidae). Die Art hat ein großes Verbreitungsgebiet, das etwa 56.000 Quadratkilometer in den südamerikanischen Ländern Ecuador und Peru umfasst. Der Bestand wird von der IUCN als „nicht gefährdet“ (least concern) eingeschätzt.

## Merkmale

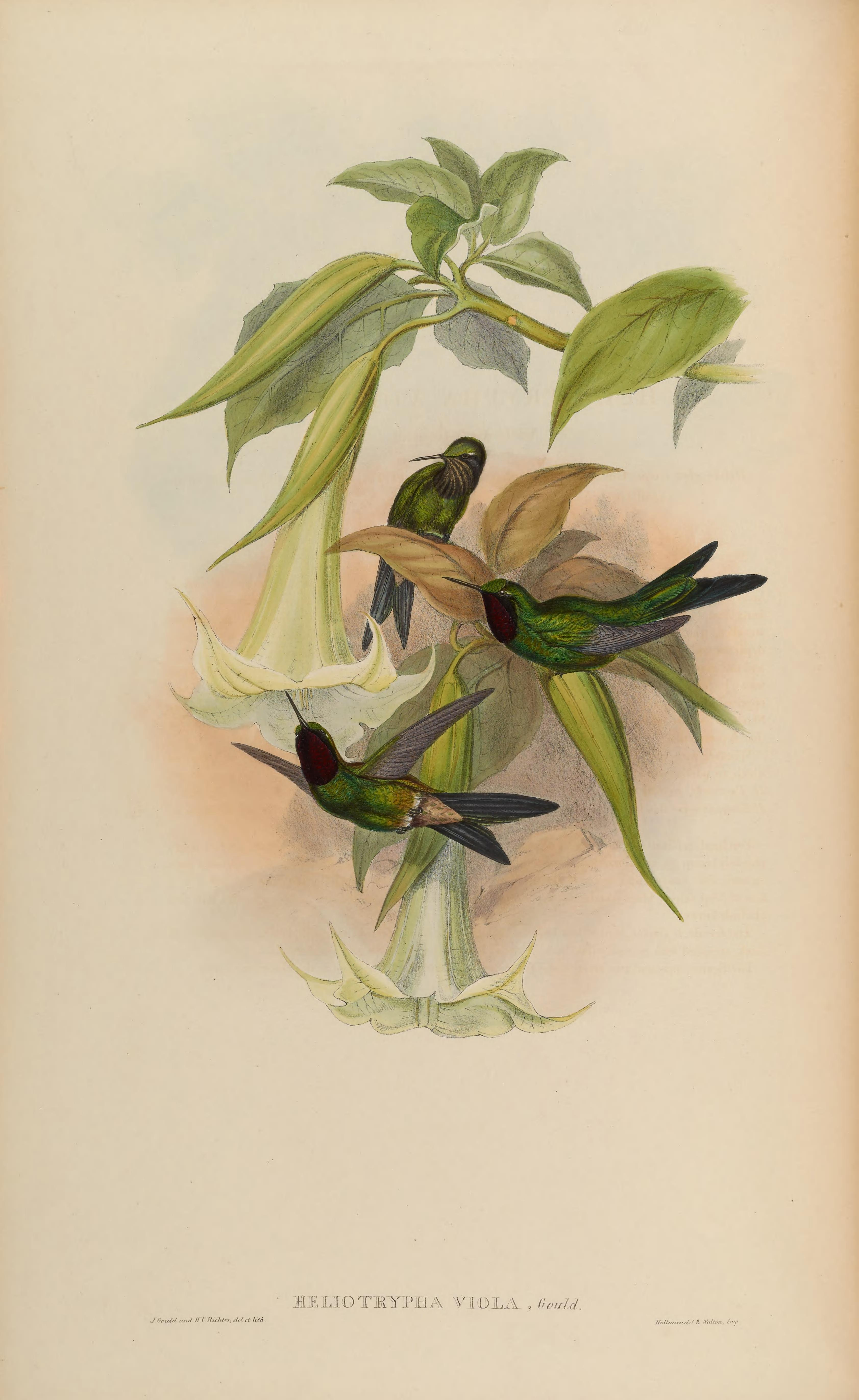
Purpurkehl-Sonnennymphe, Zeichnung

Die männliche Purpurkehl-Sonnennymphe erreicht eine Körperlänge von etwa 12,5 bis 13 Zentimetern, während das Weibchen mit ca. 11,5 Zentimetern etwas kleiner ist. Der gerade schwarze Schnabel wird ca. 14 Millimeter lang. Beide Geschlechter sind sich sehr ähnlich. Einzig der Schwanz des Weibchens fällt etwas kürzer aus. Das Federkleid ist dunkelgrün mit einem blaugrünen Scheitel. Ein dünner blaugrüner Rahmen ziert die violett funkelnde Kehle. Der Untersteiß (Crissum) ist überwiegend gelbbraun. Der relativ lange Schwanz ist gabelförmig. Die zentrale Steuerfeder ist grün, während die Außenfedern schwarz sind.

## Habitat
Man findet die Purpurkehl-Sonnennymphe vorwiegend am Waldrand und angrenzender Sekundärvegetation sowie in Gegenden mit Gestrüpp in Höhen zwischen 1800 und 3200 Metern. Anders als alle anderen Arten der Gattung Heliangelus bevorzugt die Art arides Klima. Das ist der Grund, warum man sie oft auch in Gärten oder sonst durch Menschen gestörter Umgebung vorfindet. In Peru trifft man sie an den Westhängen der Anden bei Piura und Cajamarca. Auch im Marañón- und Utcubambatal kommt dieser Kolibri vor. In Ecuador kann man ihn am Chimborazo und in den Provinzen Cañar, Azuay, El Oro und Loja beobachten.

## Verhalten
Purpurkehl-Sonnennymphen sind verhältnismäßig aggressiv. Vögel, die auf einem Ast sitzen, werden gerne verscheucht. Dabei verfolgen sie sich gegenseitig oder auch andere Kolibriarten. Vor allem kleinere Kolibris wie die Grünschwanzsylphe (Lesbia nuna) gehören zu den Opfern der Aggressivität.

## Unterarten
Von der Art ist bisher keine Unterart bekannt. Sie gilt daher als monotypisch. Die von André-Alexander Weller im Jahr 2011 beschriebenen Unterarten Heliangelus viola splendidus und Heliangelus viola pyropus wurden vom South American Classification Committee abgelehnt.

## Etymologie und Forschungsgeschichte
John Gould beschrieb die Art unter dem heutigen Namen Heliangelus viola. Das Typusexemplar wurde von Józef Warszewicz am Ufer des Río Marañón gesammelt. Im gleichen Jahr publizierte Gould die Art auch noch in Proceedings of the Zoological Society of London. Heliangelus leitet sich von den griechischen Wörtern ἥλιος hēlios für „Sonne“ und ἄγγελος ángelos für „Engel, Bote, Gesandter“ ab. Das Artepitheton viola ist das lateinische Wort für „violett“.